# Damian Light
Damian Francis Light (sinh năm k. 1984) là một chính khách người New Zealand, người đã lãnh đạo đảng United Future từ tháng 8 năm 2017 cho đến khi giải tán đảng vào tháng 11 năm 2017. Ông trở thành lãnh đạo đảng sau sự từ chức của Peter Dunne. Light trước đây từng là chủ tịch của bữa tiệc. Ông là nhà lãnh đạo đồng tính công khai đầu tiên của một đảng chính trị ở New Zealand.

## Đời tư
Light được sinh ra và lớn lên ở Auckland. Ông theo học Rosmini College ở Takapuna. Ông hiện đang sống ở Botany Downs, Auckland, với bạn đời của mình, Josh Harding. Ông làm việc như một nhà phân tích cải tiến tại AsureQuality, và trước đây làm quản lý trực tuyến tại KiwiRail.